# Кусунда (народ)
Кусунда (неп. कुसुन्डा जाति)— плем’я колишніх мисливців-збирачів лісів західного Непалу, які зараз оселились в селах і значною мірою змішались з іншими народами й асимілювали. Згідно з переписом населення 2011 року в Непалі проживає 273 етнічні кусунда. За переписом 2001 року було 164 кусунда, з яких 160 були індуїстами та 4 були буддистами.

## Традиції
Кусунда в основному вночі полювали з луків на сплячих птахів, виключно довгими (бл. 160 см) неопереними стрілами, мало пристосованими для полювання на наземних тварин. Їх звичай вживати в їжу тільки м'ясо диких тварин підтримувався до останнього часу. Кусунда є послідовниками анімізму, хоча індуїзм теж вплинув на їхні релігійні ритуали.

## Мова кусунда
Уоттерс (2005) опублікував граматичний опис мови кусунда середнього розміру, а також словник, який показує, що кусунда справді є мовним ізолятом. Мовою повсякденного спілкування народу кусунда тепер є непальська. Мова кусунда знаходиться на межі зникнення, оскільки всі носії кусунда вийшли заміж за іншу етнічну приналежність. Останньою людиною, яка володіє мовою кусунда як рідною, залишилась єдина літня жінка, Камала Хатрі. З 2019 року в районах проживання народу кусунда Мовна комісія Непалу організувала уроки мови кусунда, намагаючись її зберегти.

## Історія дослідження
У 1968 році американський антрополог Йохан Рейнхард знайшов кілька останніх Кусунда поблизу Горкхи в центральному Непалі, а в 1969 і 1975 роках він знайшов інших представників у долинах Данг і Сурхет на заході Непалу, зібравши основні лінгвістичні та етнографічні дані.